# 特里科普齊 (里夫內區)
50°47′5″N 26°25′7″E / 50.78472°N 26.41861°E
特里科普齊（烏克蘭語：Три Копці），是烏克蘭西北部里夫内州里夫内区亚历山德里亚市镇的村落。處於博爾科瓦河畔，始建於1939年，面積0.25平方公里，海拔高度197米，2001年人口113。